# Herzenbergite
La herzenbergite è un minerale.